# National Museum of American History

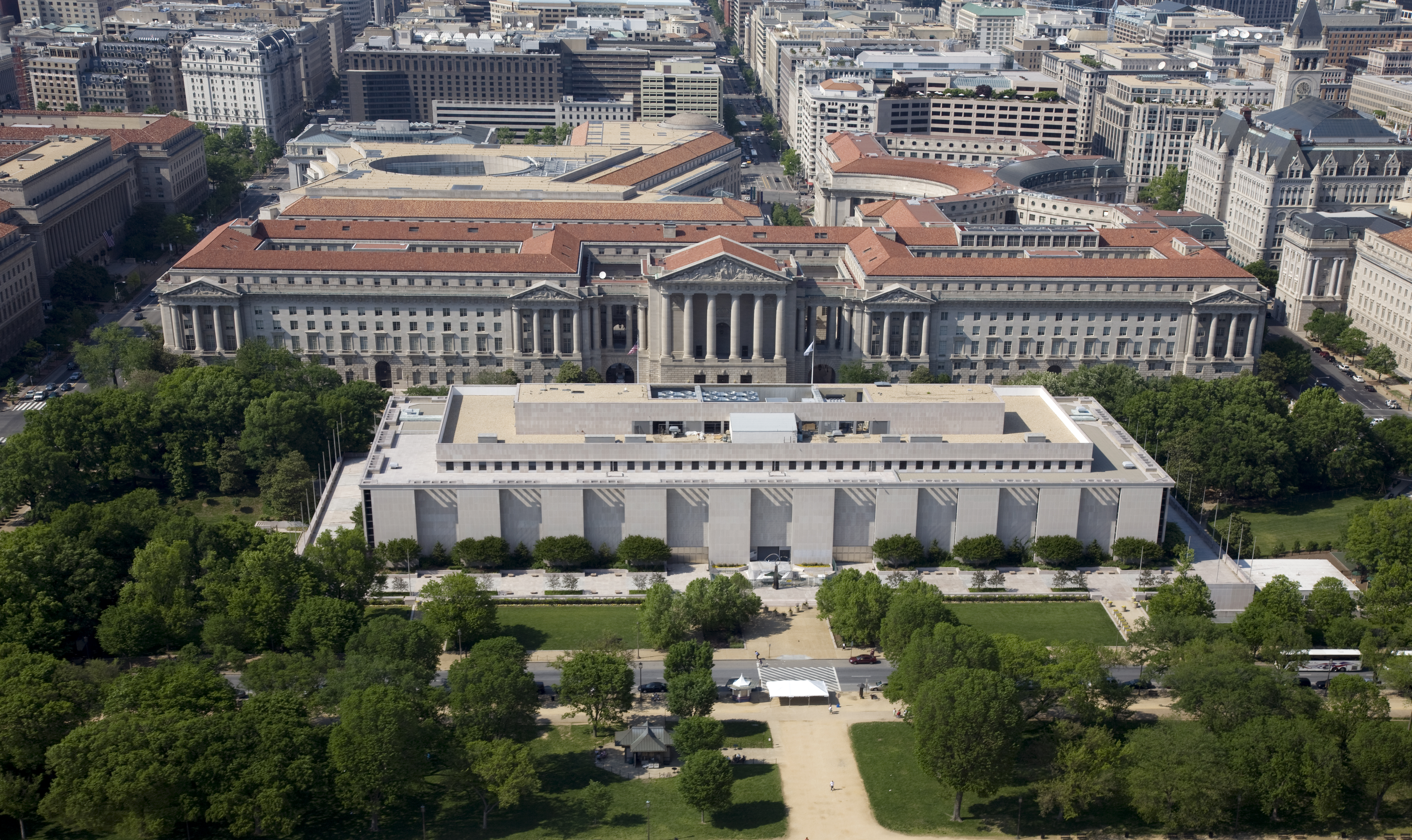
Flygfoto över National Museum of American History (byggnaden i förgrunden).

National Museum of American History är ett museum i National Mall i Washington D.C. Det tillhör Smithsonian Institution och samlar, förvarar, och visar sociala, politiska, kulturella, vetenskapliga och militära aspekter av USA:s historia. Bland föremålen finns det ursprungliga Stjärnbaneret.
Museet öppnade 1964 och hette då Museum of History and Technology. 1980 ändrades det till dess nuvarande namn.